# Nowosybirska Wyższa Wojskowa Szkoła Dowódcza
Nowosybirska Wyższa Wojskowa Szkoła Dowódcza (ros. Новосибирское высшее военное командное училище) – radziecka, następnie rosyjska uczelnia wojskowa, przygotowująca oficerów – specjalistów dla radzieckich/rosyjskich sił zbrojnych, funkcjonująca od 1967.
Uczelnia kształci obecnie w trzech specjalnościach:
- wykorzystanie pododdziałów dalekiego zwiadu;
- wykorzystanie pododdziałów zwiadu wojskowego;
- wykorzystanie pododdziałów zmechanizowanych[1]